# Edward Sels
Edward "Ward" Sels (Vorselaar, Anvers, 27 d'agost de 1941) és un ciclista belga, ja retirat, que fou professional entre el 1963 i el 1972. Durant la seva carrera aconseguí més de vuitanta victòries, entre les que destaquen el Campionat de Bèlgica en ruta de 1964 i el de contrarellotges per clubs de 1964 i 1967. També va guanyar set etapes al Tour de França, dues a la Volta a Espanya i una al Giro d'Itàlia, a més del Tour de Flandes de 1966.
La seus germans Rosa i Karel també es van dedicar al ciclisme.

## Palmarès
- 1962
  - Vencedor d'una etapa a la Volta a Bèlgica amateur
- 1963
  - 1r del Premi de Saint-Lenaerts
  - 1r del Premi de Machelen
  - 1r del Premi d'Antoing
  - 1r del Premi d'Hoogstraten
- 1964
  -  Campió de Bèlgica en ruta
  -  Campió de Bèlgica de contrarellotge de clubs
  - Vencedor de 4 etapes al Tour de França
  - Vencedor d'una etapa a la Volta a Espanya
  - Vencedor de 2 etapes a la París-Niça
  - Vencedor d'una etapa a la Volta a Luxemburg
  - Vencedor d'una etapa a la París-Luxemburg
  - 1r del Premi de Heusden
  - 1r del Premi de Woluwe
  - 1r del Premi de Dendermonde
  - 1r del Premi d'Auvelais
  - 1r del Premi de Herentals
  - 1r del Premi de Waregem
  - 1r del Premi de Borgosesia
  - 1r del Premi d'Opwijk
  - 1r del Premi de Braine-le-Comte
  - 1r del Premi d'Oostrozebeke
- 1965
  - 1r a la París-Brussel·les
  - Vencedor d'una etapa al Tour de França
  - Vencedor d'una etapa al Giro de Sardenya
  - 1r del Premi de Saint-Claud
  - 1r del Premi de Mol
  - 1r del Premi de Vorselaar
  - 1r del Premi de Hechtel
  - 1r al Gran Premi Marcel Kint
  - 1r del Premi de Pulle
  - 1r del Premi d'Issoire
  - 1r del Premi d'Ath
  - 1r del Premi de Londerzeel
  - 1r del Premi d'Eeklo
  - 1r del Premi de Lokeren
  - 1r del Premi de Heultje
  - 1r del Premi de Lebbeke
- 1966
  - 1r al Tour de Flandes
  - 1r a la Copa Sels
  - 1r al Gran Premi de la Banca
  - Vencedor de 2 etapes al Tour de França
  - 1r del Premi de Laarne
  - 1r del Premi de Stabroek
  - 1r del Premi de Mol
  - 1r del Premi de Woluwe
  - 1r del Premi d'Alost
  - 1r del Premi de Rumbeke
  - 1r del Premi de Herentals
  - 1r del Premi de Libramont
- 1967
  -  Campió de Bèlgica de contrarellotge de clubs
  - 1r a la Volta a Limburg
  - 1r al Circuit des frontières
  - 1r de la Fletxa Anversoise
  - 1r al Gran Premi del cantó d'Argòvia
  - Vencedor de 4 etapes a la Volta a Andalusia
  - Vencedor d'una etapa als Quatre dies de Dunkerque
  - Vencedor de 2 etapes al Gran Premi Sul
  - 1r del Premi de Stekene
  - 1r del Premi de Breendonk
  - 1r del Premi de Tessenderlo
  - 1r del Premi de Heultje
  - 1r del Premi de Kalmthout
  - 1r del Premi de Garancières
  - 1r del Premi d'Essen
  - 1r del Premi de Hensies
- 1968
  - 1r al Grote Scheldeprijs
  - 1r a la Copa Sels
  - Vencedor d'una etapa al Giro d'Itàlia
  - Vencedor d'una etapa als Quatre dies de Dunkerque
  - 1r del Premi de Herne
  - 1r del Premi de Honselerdijk
  - 1r del Premi de St-Katelijne-Waver
  - 1r del Premi de St-Niklaas
  - 1r del Premi d'Auvelais
- 1969
  - Vencedor d'una etapa a la Volta a Espanya
  - 1r del Premi de Vorselaar
- 1970
  - 1r del Premi de Knokke

### Resultats al Tour de França
- 1964. 33è de la classificació general. Vencedor de 4 etapes. Porta el mallot groc durant 2 etapes
- 1965. Abandona (10a etapa). Vencedor d'una etapa
- 1966. 38è de la classificació general. Vencedor de 2 etapes
- 1968. Abandona (3a etapa)
- 1970. Abandona (2a etapa)

### Resultats a la Volta a Espanya
- 1964. Abandona. Vencedor d'una etapa
- 1969. 54è de la classificació general. Vencedor d'una etapa

### Resultats al Giro d'Itàlia
- 1968. Abandona. Vencedor d'una etapa